# William Cochran (ténor)
Pour les articles homonymes, voir Cochran et William Cochran (homonymie).
William Cochran, né le 23 juin 1943 à Columbus (Ohio) et mort le 16 janvier 2022 à Königstein im Taunus, est un chanteur lyrique américain qui a eu une carrière internationale, connu pour ses rôles de ténor héroïque.

## Biographie
Cochran a étudié à l'Institut Curtis avec Martial Singher. Lauréat du prix de la fondation Lauritz Melchior, il fait ses débuts avec le Metropolitan Opera, dans le rôle de Vogelgesang dans Les Maîtres Chanteurs de Nuremberg de Richard Wagner, en 1968. L'année suivante, il apparaît comme Froh dans L'Or du Rhin avec l'Opéra de San Francisco.
En 1974, Cochran a chanté au Covent Garden. En 1975, il interprète le rôle-titre de Lohengrin de Wagner à l'Opéra de la Nouvelle-Orléans.
Ensuite il a interprété des rôles des opéras de Janacek et Richard Strauss.